# Айболит
Доктор Айболи́т — персонаж нескольких произведений писателя Корнея Чуковского: стихотворных сказок «Бармалей» (1925), «Айболит» (1929) и «Одолеем Бармалея!» (1942), а также прозаической повести «Доктор Айболит» (1936). Также Айболит фигурирует в стихотворной сказке «Топтыгин и Лиса».
В сказке «Айболит» доктор отправляется в Африку, чтобы лечить заболевших зверей шоколадом и гоголем-моголем. В сказке «Бармалей» он прилетает на аэроплане, чтобы спасти Таню и Ваню от Бармалея. Имя персонажа стало нарицательным.

## Прототипы
Литературный персонаж впервые появился в 1924 году — в книге, изданной в Ленинградском отделении Детгиза и озаглавленной «Доктор Айболит». На титульном листе она обозначена как выполненный К. Чуковским пересказ, при этом титульный лист указывает год издания как 1925 (типичная издательская уловка). Таким образом, прототипом доктора Айболита был другой литературный персонаж — доктор Дулиттл, созданный Хью Лофтингом.
Работа над пересказом книги Лофтинга была выполнена Чуковским ещё в 1923 году.
Чуть позже доктор Айболит стал героем авторской стихотворной сказки «Бармалей», опубликованной в 1925 году, а написанной в ноябре 1924.
Спустя много лет сам Чуковский утверждал, что прототипом доктора Айболита послужил известный еврейский врач и общественный деятель Цемах Шабад, проживавший в Вильнюсе — Корней Чуковский дважды останавливался в его доме во время приездов в Вильнюс в 1905 и 1912 годах (15 мая 2007 года в Старом городе Вильнюса, на пересечении улиц Дисно́с и Ме́синю, Шабаду был открыт памятник).
Источником подобной «путаницы» можно считать ситуацию «двоичности героя, его параллельного существования сразу в двух конкурирующих пространствах» (т. е., одновременное присутствие Айболита и в стихотворных произведениях самого Чуковского, и в прозаическом пересказе текста Лофтинга).

## Экранизации
- фильм «Доктор Айболит» («Союздетфильм», СССР, 1938), реж. Владимир Немоляев. В главной роли Максим Штраух.
- фильм «Айболит-66» («Мосфильм», СССР, 1966), реж. Ролан Быков. В роли Айболита Олег Ефремов
- фильм «Как мы искали Тишку» (СССР, 1970), в роли Айболита Михаил Яншин.

## Мультипликация
- Мультфильм «Лимпопо» («Союзмультфильм», СССР, 1939), реж. Леонид Амальрик, Владимир Полковников. Айболита озвучил Андрей Тутышкин.
- Мультфильм «Бармалей» («Союзмультфильм», 1941), реж. Леонид Амальрик, Владимир Полковников. Айболита озвучил Андрей Тутышкин.
- Мультфильм «Павлиний хвост» («Союзмультфильм», 1946), реж. Леонид Амальрик, Владимир Полковников. Айболита озвучил Георгий Вицин.
- Мультфильм «Айболит и Бармалей» («Союзмультфильм», 1973), реж. Наталия Червинская. Айболита озвучил Гарри Бардин.
- Мультфильм «Доктор Айболит» («Киевнаучфильм», СССР, 1984), реж. Давид Черкасский. Айболита озвучили Евгений Паперный (1 серия), Сергей Юрский (3 серия), Зиновий Гердт (4-7 серии) и Георгий Кишко (часть реплик в 6 серии).
- Мультфильм «Серый Волк энд Красная Шапочка» («Союзмультфильм», СССР, 1990, по мотивам фантазий на тему русских и зарубежных сказок), реж. Гарри Бардин. Айболита озвучил Владимир Виноградов.